# Собіслав ІІ
Собіслав ІІ (чеськ. Soběslav II; бл. 1128 — 9 січня 1180) — князь Богемії у 1173—1178 роках.
І по материнській, і по батьківській лінії походив від Великих князів Київських.
Правнук Великого князя Київського Святополка Ізяславича.

## Життєпис

### Боротьба за владу
Походив з династії Пржемисловичів. Син князя Собіслава I та Аделаїди Арпад. Перша згадка про нього відноситься до 1148 року. Тоді скориставшись від'їздом князя Владислава II у хрестовий похід, він підняв заколот, але не зміг взяти Прагу, яку обороняв брат князя Депольт. Після повернення з походу Владислав II запроторив Собіслава до фортеці Пржимда. У 1150 році Собіславу вдалося втекти і пробратися до Німеччини, де він оселився при дворі імператора Фрідріха I Барбаросси.
У 1161 році Собіслав наважився на зухвалий набіг на Моравію, під час якого захопив Оломоуц. Не маючи можливості перемогти двоюрідного брата силою, Владислав II запросив його до Праги під приводом примирення, але замість цього зрадницьки схопив і ув'язнив.

### Панування
У 1172 році Владислав II зрікся престолу на користь сина Бедржиха, чим викликав невдоволення Фрідріха I Барбаросси. Брати Собіслава — Олдржих і Вацлав — поскаржилися тому, що Владислав II тримає їх брата в темниці. Імператор Фрідріх I викликав до себе Владислава і Бедржиха і наказав звільнити і привезти з собою Собіслава. Останнього перевезли до Праги, але там він, злякавшись засліплення чи іншої підступності з боку родичів, втік і вирушив вперед ними до Нюрнбергу, де перебував імператор. Фрідріх Барбаросса відняв трон у Бедржиха і передав його Собіславу. При цьому той був позбавлений королівської чесноти та став правити як князь.
Як подяку Фрідріх I зажадав від Собіслава II взяти участь в Італійському поході, однак в 1176 році імператорське військо було розбите у битві при Леньяно. Незабаром після цього Собіслав II вступив в конфлікт між імператором і папою римським з питання призначення архієпископа Зальцбурга.
Оскільки Генріх II Австрійський підтримував папського ставленика Адальберта, чеський князь напав на нього і сплюндрував землі по іншу сторону Дунаю. Оскільки він не щадив при цьому ані церкви, ні монастирів, в 1177 році папа римський Олександр III відлучив його від церкви. Незабаром Фрідріх Барбаросса вирішив помиритися з папою римським. Однією з умов примирення було зречення Адальберта від архієпископської кафедри, але як компенсацію його брат Бедржих отримував назад чеський трон.
Собіслав цілком міг не підкоритися імператору, але на той час він втратив підтримку чеської аристократії, оскільки занадто часто вставав на бік простого народу в суперечках з магнатами, за що отримав глузливе прізвисько «Селянського князя», і знать шукала нагоди, щоб повалити його. 1178 року вимушений був зректися влади.

### Останні роки
З деякими прихильниками Собіслав сховався у фортеці Скала в Клатовській області. Як тільки богемський князь Бедржих у 1179 році вирушив до двору імператора, Собіслав зібрав військо і взяв в облогу Прагу, де залишилася княгиня Єлизавета — дружина Бедржиха. Останній поспішив додому на чолі німецьких найманців, але Собіслав раптово напав на нього у Лоденіцкого джерела і вщент розбив.
Бедржих із залишками армії з'єднався з військом Конрада Оти Зноємського і пішов знімати облогу з Праги. Собіслав з частиною війська переслідував його, наздогнавши біля самих стін Праги (нині тут Нове Місто). Собіслав у запеклій битві зазнав нищівної поразки й вимушений був тікати.
Помер у 1180 році, але де саме невідомо. Згодом було перепоховано у Вишеграді.

## Родина
Дружина — Єлизавета, донька Мешко III П'яста, князя Великопольського.
Діти:
- Конрад помер в дитинстві.
- Матильда — дружина Альбрехта II, маркграфа Бранденбургу. Їх нащадки стали Герцогами Лотаринзькими, а пізніше — імператорами Австро-Угорськими.
- Агнес — дружина Генриха V, графа Рейну. Дітей не було.

## Генеалогія
Собіслав ІІ веде свій родовід, в тому числі й від Великих князів Київських Володимира Великого та Ярослава Мудрого.